# L'Horta (Castellterçol)
L'Horta és una masia de Castellterçol (Moianès) inclosa a l'Inventari del Patrimoni Arquitectònic de Catalunya. Està situada en el sector oriental del terme, a prop i al sud-est de la vila de Castellterçol, a prop del límit amb Castellcir. És a ponent de Brugueroles, a l'esquerra de la riera de Sant Quirze i a prop i a llevant de la carretera C-59.

## Descripció
La masia L'Horta està situada poc després del Km. 29 de la carretera de Mollet o Caldes a Moià. La coberta és a dues vessants i la façana mira a ponent; les obertures són rectangulars amb llinda. Consta de planta, pis i golfes. Més avall, a uns 50 metres, hi ha altre edificació destinada a quadra i graner, de semblant estructura però de dimensions més reduïdes.